# كلارنس هيلي لونغ
كلارنس هيلي لونغ (بالإنجليزية: Clarence Hailey Long)‏ هو عارض أمريكي، ولد في 9 يناير 1910 في بادوكا في الولايات المتحدة، وتوفي في 29 يونيو 1978 في مقاطعة كوتل في الولايات المتحدة.